# Melanoscia arctiata
Melanoscia arctiata är en fjärilsart som beskrevs av W. Warren 1907. Melanoscia arctiata ingår i släktet Melanoscia och familjen mätare. Inga underarter finns listade i Catalogue of Life.